# التصحر في إفريقيا
تشهد القارة الإفريقيّة ظروفًا طبيعية وبيئية صعبة تتمثّل في مجاعات وحالات جفاف شديدة ومشاكل أخرى نتيجةً للتصحّر، كما يعيش شعوب هذه القارة ظروفًا إنسانية استثنائية يصعب حصرها بسبب العدد المتزايد من الأفراد الذين يتضررون ويكونون مشردين أو لاجئين، وهذا العدد يستمر في الارتفاع باستمرار.

## تأثير التصحر على الناس في إفريقيا
يؤثر التصحر بشكل كبير على حياة الناس وسبل عيشهم، فيما يلي أهم النقاط الرئيسية لآثار التصحر على الناس في إفريقيا:
- فقدان سبل العيش وانعدام الأمن الغذائي: تؤدي ظاهرة التصحر إلى تقليل إنتاجية الزراعة، مما يعوق المجتمعات المحلية من زراعة المحاصيل والاحتفاظ بثروة الحيوانات بشكل فعّال، وينتج عن ذلك نقص في إمدادات الغذاء وارتفاع معدلات سوء التغذية، خاصة في المناطق التي تعتمد بشدة على الزراعة لتأمين احتياجاتها الغذائية، كما ينجم عن فقدان سبل العيش وعدم الأمن الغذائي نقص التوازن في النظم البيئية، مما يؤدي إلى فقدان الأراضي الخصبة والمناطق الزراعية المنتجة، وتحوُّل الأراضي الصالحة للزراعة إلى صحاري أو أراضٍ قاحلة.[2]
- الهجرة والنزوح، ينتقل سكان المناطق التي تُعاني من جفاف وتصحّر إلى مناطق المياه والرعي، وهذا يؤدي إلى زيادة الضغط على الأراضي الزراعية في البلاد المُستقبلة، وهذا يزيد من الضغوطات الاجتماعية والاقتصادية، خاصةً في ظل الموارد الغذائية والمائية المحدودة، ويُسفِر هذا إلى اندلاع حروب ومزيد من المجاعات.[3]
- تغير المناخ، يُعد تدهور الأراضي من أهم المحركات لتغير المناخ، إذ يمكن أن يؤدي فقدان الغابات إلى جعل المجتمعات أكثر عرضة للكوارث المرتبطة بالطقس، كما أنّ إزالة الغطاء النباتي نتيجة التصحر يضاعف من مخاطر التغيرات المناخية، ويجعل التقلبات الجوية أكثر حدة.[3]

## أبعاد ظاهرة التصحر فى إفريقيا
يمتد التصحر كمشكلة خطيرة عبر مناطق مختلفة في جميع أنحاء العالم، إذ يتدهور نحو 12 مليون هكتار من الأراضي كل عام، وهذا يعادل مساحة دولة بلجيكا أو بنين، ومع ذلك فإنه ينتشر بشكل خاص في إفريقيا، فقد تفقد إفريقيا نحو 4.4 مليون هكتار إضافية من الأراضي كل عام، بمعدل زيادة متسارع عن العقد السابق الذي كانت تفقده إفريقيا خلاله 3.4 مليون هكتار سنويًا بين 2000م و 2010م، كما تتدهور حوالي 65% من الأراضي الصالحة للزراعة، و20% من الغابات، و30% من أراضي الرعي، وهذا الأمر يُكلّف القارة 68 مليار دولارًا سنويًا، ويؤثر على 180 مليون شخص، وتكون غالبيتهم من فقراء الريف.

## الأرقام
القارة السمراء تأتي في مقدمة قارات العالم من حيث التأثر بمشكلة التصحر؛ إذ إن:
- 32% من أراضي العالم الجافة موجودة في إفريقيا.
- 73% من الأراضي الجافة المستخدمة لأغراض زراعية أصابها التآكل أو التعرية في إفريقيا.
- تفقد بعض المناطق بالقارة الأفريقية أكثر من 50 طنًّا من التربة لكل هكتار من الأرض سنويًّا، وهذا يساوي فقدان 20 مليار طنَا من النيتروجين، و2 مليار طن من الفوسفور، و41 مليار طن من البوتاسيوم سنويًّا.
- أكثر الأراضي تأثرًا في إفريقيا موجودة في سيراليون، ليبيريا، غينيا، غانا، نيجيريا، زائير، جمهورية أفريقيا الوسطى، إثيوبيا، وموريتانيا، النيجر، السودان، والصومال.